# Vignoble du canton de Vaud

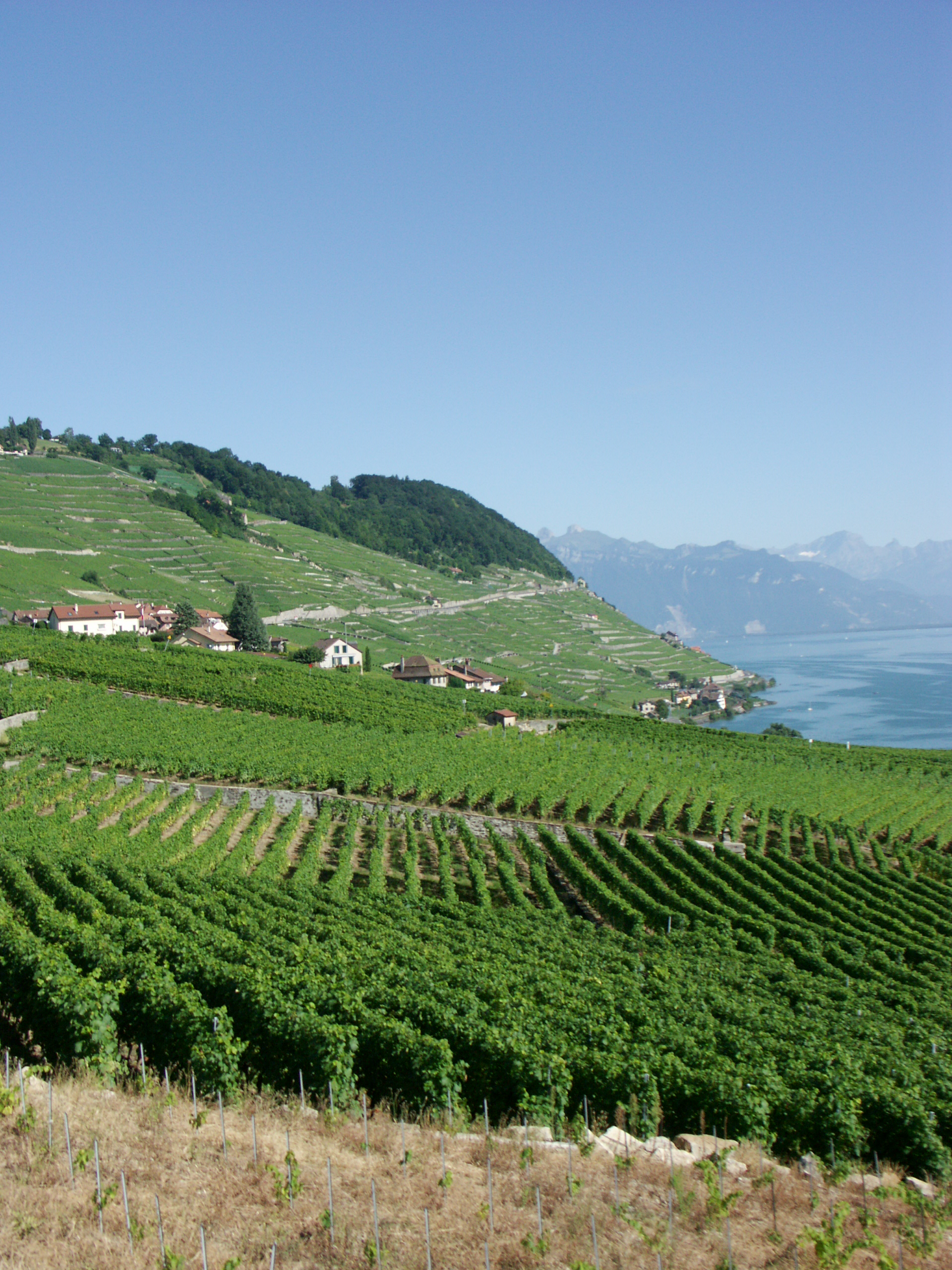
Vignobles vaudois au bord du lac Léman dans la région de Lavaux.

Le vignoble vaudois produit un quart des vins suisses et a une vaste diversité de cépages. 

## Appellations d'origine contrôlée
Le canton de Vaud compte 8 appellations d'origine contrôlée :
- Bonvillars : la commune de Bonvillars se trouve au bord du lac de Neuchâtel. L'appellation bonvillars s'étend de Montagny-près-Yverdon à Concise sur 188 hectares.
- Chablais : s’étend de Villeneuve à la frontière valaisanne sur 583 hectares.
- Côtes de l’Orbe : entre le lac Léman et celui de Neuchâtel, l'appellation côtes de l'Orbe s’étend de La Sarraz aux portes d’Yverdon-les-Bains sur 172 hectares.
- La Côte : vignoble de 2 000 hectares qui représentent 53 % de la surface viticole vaudoise. Ce vignoble s'étend de Founex à Lausanne.
- Lavaux : le vignoble de 736 hectares est situé dans la région de Lavaux.
- Calamin grand cru : une petite appellation située en Lavaux de 16 hectares.
- Dézaley grand cru : appellation de chasselas située en Lavaux de 54 hectares.
- Vully : d'environ 52 hectares, le vignoble de Vully, est situé sur le contrefort du Mont Vully.

## Encépagement
Pour les blancs : chasselas, chardonnay, pinot blanc, pinot gris, gewurztraminer, doral.
Pour les rouges :  gamay, pinot noir, gamaret, garanoir, plant Robert, merlot, mondeuse, syrah, cabernet sauvignon, servagnin (clone de pinot noir).

## Grand cru
La mention « Grand cru » est réservée aux vins bénéficiant d'une mention de lieu de production ou de commune et issus au moins à 90 % de raisins récoltés sur le lieu de production ou la commune, et à 10 % au plus de raisins provenant d'un autre lieu de production de la même région viticole. Ces vins doivent notamment provenir de vendanges dont la teneur naturelle en sucre est supérieure de 5 degrés Oechslé aux minima prévus à l'art. 18 du Règlement sur les vins vaudois. Les vins bénéficiant de la mention « Grand cru » ne peuvent pas être coupés. La mention du millésime est obligatoire.
L'appellation 1er grand cru est une appellation délivrée par la commission des Premiers Grands Crus selon des critères pédo-climatiques et de pratiques viticoles et réservée aux vins vaudois qui bénéficient d'une mention particulière (clos, château, abbaye, domaine ou nom cadastral) ou d'un lieu-dit dont ils sont issus. Seuls le chasselas, le pinot noir, le gamay, le garanoir, le gamaret et le merlot peuvent revendiquer cette appellation qui pose également des conditions supplémentaires, telles que la vinification et mise en bouteille dans le canton de Vaud, la mention du millésime obligatoire, l'interdiction d'assemblages et de coupages. La mention Premier grand cru est réservée aux vins vaudois qui bénéficient d'une mention particulière (clos, château, abbaye, domaine ou nom cadastral) ou d'un lieu-dit dont ils sont issus.

## Sources
- Office des Vins Vaudois
- Département fédéral des affaires étrangères Présence Suisse
- Règlement sur la désignation des vins vaudois